# Andrew Newell (atleta)
Andrew Newell (Terrigal, 28 febbraio 1978) è un ex atleta paralimpico australiano. Atleta con disabilità mentale, gareggiava nella categoria T20.

## Biografia
Newell ha vinto due medaglie di bronzo ai Giochi paralimpici di Sydney 2000 nelle gare dei 100 e 400 metri piani T20. Ha anche preso parte alla gara dei 100 metri piani T20 ai Campionati del mondo di atletica leggera paralimpica del 2002 dove si è classificato settimo.

## Palmarès
| Anno | Manifestazione     | Sede   | Evento          | Risultato | Prestazione | Note |
| ---- | ------------------ | ------ | --------------- | --------- | ----------- | ---- |
| 2000 | Giochi paralimpici | Sydney | 100 m piani T20 | Bronzo    | 11"11       |      |
| 2000 | Giochi paralimpici | Sydney | 400 m piani T20 | Bronzo    | 49"33       |      |